# Ferroviario Corrientes Fútbol Club
El Ferroviario Corrientes Fútbol Club, es una institución deportiva de la Ciudad de Corrientes, Argentina. Originalmente fundado el 28 de julio de 1938 como Club Sportivo Ferroviario, en 2012 cambió su nombre a su denominación actual, tras absorber al Corrientes Fútbol Club, equipo con el que inicialmente se había presentado a competir en alianza, en el Torneo Oficial de la Liga Correntina de fútbol, obteniendo el título de campeón ese mismo año. Su principal disciplina deportiva es el fútbol, en el cual se destacó a nivel liguista llegando a tener participaciones a nivel nacional. A lo largo de su historia, Ferroviario Corrientes es uno de los clubes más laureados en términos liguistas (por detrás de los llamados "Grandes de Corrientes"; Boca Unidos, Mandiyú y Huracán Corrientes), contando con 23 títulos (13 oficiales, 2 aperturas, 4 clausuras y 4 intermedios) y 15 subcampeonatos. Sus títulos liguistas le permitieron ser partícipe del Torneo del Interior (torneo de ascenso regulado por el Consejo Federal de Fútbol Argentino de la Asociación del Fútbol Argentino para equipos indirectamente afiliados) en varias ocasiones.
Juega de local en el Estadio Juan Carlos Vallejos, ubicado en Elías Abad 1865, en el Barrio San Benito de la Ciudad de Corrientes.

## Historia
El 28 de julio de 1938, un grupo de empleados del Ferrocarril del Nordeste Argentino (FCNEA), reunido en la Estación de la Ciudad de Corrientes, en el barrio Arazaty (donde actualmente se encuentra la cabecera correntina del Puente General Belgrano) decide congregarse en asamblea para constituir una nueva institución deportiva en el ámbito del fútbol de la ciudad. De esta manera, fue fundado el Club Atlético Sportivo Ferroviario. Tras 32 minutos de asamblea, los presentes finalmente definieron la creación de su nueva institución, designando la primera comisión directiva. La misma, estuvo encabezada por Ramón Ferreyra como Presidente, Alfredo Zosaya como Vicepresidente y Juan Parodi como Secretario.
Tras la creación de la Liga Correntina de fútbol en 1920, Ferroviario obtuvo sus primeros títulos de importancia durante la década de 1940, logrando el subcampeonato del Oficial en 1945 y 1948, para luego conquistar por primera vez el título en 1949. A partir de allí, comenzaría una racha ganadora que le resultó en una cosecha total de 23 títulos entre Oficial, Apertura, Clausura e Intermedio.
En 2012, Ferroviario dio un nuevo paso en su vida institucional, al pautar una alianza con Corrientes FC para competir tanto en liga como en torneos nacionales. Presentados inicialmente como Alianza Ferroviario - Corrientes FC, la alianza mutó finalmente a fusión, pasando también a cambiarse la denominación, siendo conocido a partir de allí como Ferroviario Corrientes FC. En su campeonato presentación, la Alianza participó del Torneo Oficial 2012 de la Liga Correntina, logrando el título de la misma.
Su estadio y sede social se encuentran en el terreno delimitado por las calles Elías Abad, General Paz, Blas de la Vega y Necochea, siendo representante del Barrio San Benito de la Ciudad de Corrientes. En 2013, este recinto fue rebautizado como Estadio Juan Carlos Vallejos. En 2016 este recinto fue reinaugurado con miras a la participación de Ferroviario en el Torneo Federal B, ampliando su capacidad para 5000 espectadores.

## Palmarés
| 1949                                                       | 1987 | 1984 | 1983 |   |
| 1952                                                       | 1988 | 1997 | 1985 |   |
| 1956                                                       |      | 1999 | 1988 |   |
| 1965                                                       |      | 2007 | 1990 |   |
| 1984                                                       |      |      |      |   |
| 1988                                                       |      |      |      |   |
| 1989                                                       |      |      |      |   |
| 1995                                                       |      |      |      |   |
| 1996                                                       |      |      |      |   |
| 1997                                                       |      |      |      |   |
| 1999                                                       |      |      |      |   |
| 2007                                                       |      |      |      |   |
| 2012 *                                                     |      |      |      |   |
| Totales                                                    | 13   | 2    | 4    | 4 |
| *: Título obtenido como Alianza Ferroviario-Corrientes FC. |      |      |      |   |

## Participaciones en Torneos Nacionales
| Torneo                          | Temporadas | Última ronda jugada                               | Participaciones | Ref. |
| ------------------------------- | ---------- | ------------------------------------------------- | --------------- | ---- |
| Torneo Del Interior             | 1988-89    | Etapa Regional                                    | 3               | (a)  |
| Torneo Del Interior             | 1989-90    | Región Litoral, Repechaje Grupo D                 | 3               | (a)  |
| Torneo Del Interior             | 1993-94    | Región Litoral Etapa I                            | 3               | (a)  |
| Torneo Argentino B              | 1998-99    | Segunda Fase Región Litoral                       | 3               | (a)  |
| Torneo Argentino B              | 2000-01    | Primera Fase Región Litoral                       | 3               | (a)  |
| Torneo Argentino B              | 2013-14    | Primera ronda, zona 8                             | 3               | (c)  |
| Torneo Argentino C              | 2007       | II eliminatoria por 2.º ascenso                   | 6               | (a)  |
| Torneo Argentino C              | 2008       | Segunda Fase, 6.ª Eliminatoria                    | 6               | (a)  |
| Torneo Argentino C              | 2009       | Segunda Fase, 3.ª Eliminatoria                    | 6               | (a)  |
| Torneo Argentino C              | 2011       | Segunda Fase, 3.ª Eliminatoria                    | 6               | (a)  |
| Torneo Argentino C              | 2012       | Eliminatoria por 2.º ascenso                      | 6               | (a)  |
| Torneo Argentino C              | 2013       | Fase final, 2.ª Eliminatoria, Zona 4              | 6               | (b)  |
| Torneo Federal B                | 2014       | Primera ronda, zona 8                             | 5               | (c)  |
| Torneo Federal B                | 2015       | Primera ronda, zona 6                             | 5               | (c)  |
| Torneo Federal B                | 2016       | Octavos de final por 2.º ascenso                  | 5               | (c)  |
| Torneo Federal B                | Comp. 2016 | Tercera fase, 3er. ascenso                        | 5               | (c)  |
| Torneo Federal B                | 2017       | 1.ª fase, Región Litoral Norte, zona B            | 5               | (c)  |
| Torneo Regional Federal Amateur | 2019       | 2.ª Etapa, cuartos de final, Región Litoral Norte | 5               | (c)  |
| Torneo Regional Federal Amateur | 2020       | Torneo suspendido por pandemia de COVID-19        | 5               | (c)  |
| Torneo Regional Federal Amateur | 2020-21    | 1.ª Ronda, zona 2, Región Litoral Norte           | 5               | (c)  |
| Torneo Regional Federal Amateur | 2021-22    | 2.ª Etapa, octavos de final, Región Litoral Norte | 5               | (c)  |
| Torneo Regional Federal Amateur | 2022-23    | Por disputar                                      | 5               | (c)  |

- Referencias: (a): Torneos disputados como Club Sportivo Ferroviario. (b): Torneo disputado en alianza con Corrientes FC. (c): Torneos disputados como Ferroviario Corrientes FC

## Rivalidades

### Clásico del Barrio San Benito
Como representante del Barrio San Benito, Ferroviario mantenía una rivalidad con otro representante de la misma barriada, el San Benito Football Club. Si bien, esta rivalidad había desaparecido por una fusión de este último con el Lipton Football Club, el clásico del barrio volvió a florecer con la aparición en 2010 del Club Social y Deportivo CIDECO San Benito, el cual rescataba la historia y tradición del viejo "Sanbe". Sin embargo, poco fue lo que duró este enfrentamiento, ya que en 2013 nuevamente se produciría una absorción por parte de Lipton, perdiéndose el clásico entre los equipos del Barrio San Benito, pero dejando la rivalidad puesta entre Ferroviario y Lipton.

### Clásicos Interbarriales
Actualmente, el principal rival de Ferroviario en la Ciudad de Corrientes es el Lipton Football Club, equipo que si bien está ubicado en el Barrio San Martín, más precisamente en el límite de este barrio con el San Benito, está más emparentado con este último barrio. Además de la cercanía física, una de las acciones que contribuyó a fortalecer la rivalidad entre ambas instituciones, fue la fusión entre Lipton y el Club Social y Deportivo San Benito, primer rival de barrio de Ferroviario. Los cruces entre ambos equipos, son vividos con alta intensidad.
Otra rivalidad interbarrial mantenida por Ferroviario es con el Club Atlético Libertad (decano del fútbol correntino), también representante del Barrio San Martín, con el que también disputan duelos clásicos.

### Boca-Ferroviario
Una rivalidad histórica de Ferroviario, es la que mantiene con el Club Atlético Boca Unidos. La misma se sucedió en un contexto similar al de los clásicos con los clubes del Barrio San Martín (Libertad y Lipton), ya que el solar fundacional de Ferroviario se halla en el Barrio Arazaty, sobre la actual cabecera del Puente General Belgrano, en el límite sur del Barrio Camba Cuá, del cual es originario Boca Unidos. Este encono surgió desde la creación en 1938 de Ferroviario, habiendo sido Boca Unidos previamente fundado en 1927, por lo que sus territorios y los de Ferroviario siempre estuvieron en contacto. La rivalidad se sostuvo a lo largo de los años, aún después del traslado de Ferroviario al Barrio San Benito (también vecino del Camba Cuá) y del reciente traslado de Boca Unidos al Barrio 17 de Agosto. A pesar de ello, el sentido de pertenencia de estos equipos a los mencionados barrios, también sirve como pretexto para vivir los partidos entre ambos con gran intensidad, además de considerar la buena racha de ambas instituciones dentro de la Liga Correntina de fútbol, estando ambos entre los más ganadores.

### Ferroviario-Mandiyú
Originalmente, el enfrentamiento entre Ferroviario y el Club Deportivo Mandiyú era un partido de la Liga Correntina entre dos equipos a los que pocas cosas hacían coincidir en sus historias como para ser considerado un "clásico", sin embargo la buena racha de ambos en lo que refiere a títulos de Liga y representaciones nacionales, hacían suponer un verdadero duelo entre dos grandes. Sin embargo, la rivalidad entre ambos clubes quedó en evidencia luego de la disputa de la final por el Torneo Oficial 2022 de la Liga Correntina. La chispa que encendió la mecha de la rivalidad entre algodoneros y ferroviarios tuvo lugar el 9 de enero de 2022, cuando ambos equipos disputaban la final del Torneo Oficial de la Liga Correntina de fútbol, el cual otorgaba una plaza para el Torneo Regional Federal Amateur. El juego se desarrollaba con normalidad, ganando Mandiyú por 1-0 con gol de Ariel Blanco, sin embargo y a los 46' del segundo tiempo (90' + 1 de prórroga), una supuesta falta en el área contra el jugador ferroviario Hernán Valenzuela, fue desestimada por el juez del cotejo Víctor Vallejos, lo que generó la reacción del plantel de Ferroviario. Pero lo que desencadenó el descontrol, fue un puñetazo del arquero de Ferro, Alejandro Vallejos, al jugador de Mandiyú, Emiliano Brunetti, desatando una feroz batalla campal entre los miembros de los dos planteles. La situación se terminó de ir de las manos, cuando miembros del público (local y visitante) ingresaron al campo de juego a seguir con los combates. Aquella final terminó resolviendose en el escritorio a favor de Mandiyú, pero sumó una nueva página en la historia de este enfrentamiento.